# 甘蔗毛粉介殼蟲
甘蔗毛粉介殼蟲（学名：Kiritshenkella sacchari）为粉介殼蟲科毛粉介殼蟲屬下的一个种。